# Luis Trenker
Luis Trenker (narozený jako Alois Franz Trenker, 4. října 1892 Ortisei – 13. dubna 1990 Bolzano) byl jihotyrolský horolezec, bobista, filmový producent, režisér, spisovatel a scenárista, herec a architekt. Znám je zejména prostřednictvím svých filmů o Alpách.

## Dílo

### Filmografie
- Der Berg des Schicksals (1924), herec
- Svatá hora – Madonna sněžných hor (Der heilige Berg, 1926), herec
- Velký skok (Der grosse Sprung, 1927), herec
- Der Kampf ums Matterhorn (1928), herec
- Volání severu (Der Ruf des Nordens, 1929), producent, herec
- Der Sohn der weißen Berge (1930), režie, scénář, herec
- Velká touha (Die grosse Sehnsucht, 1930), herec
- Les Chevaliers de la Montagne (1930), scénář, herec
- Die heiligen drei Brunnen (1930), herec
- Berge in Flammen (1931), režie, námět, scénář, herec
- Doomed Battalion (1932), režie, námět, scénář, herec
- Der Rebell (1932), režie, scénář, herec
- Der verlorene Sohn (1934), režie, námět, scénář, herec
- Král Kalifornie (Der Kaiser von Kalifornien, 1936), producent, režie, scénář, herec
- Černá kavalerie (Condottieri, 1937), režie, námět, scénář, herec
- Der Berg ruft! (1938), režie, scénář, herec
- Když hvězdy svítí (Es leuchten die Sterne, 1938), herec
- The Challenge (1938), režie, herec
- Liebesbriefe aus dem Engadin (1938), producent, režie, scénář, herec
- Der Feuerteufel (1940), producent, režie, scénář, herec
- Germanin – Die Geschichte einer kolonialen Tat (1943), herec
- Monte Miracolo (1945), producent, režie, scénář, herec
- Barriera a Settentrione (1950), režie, scénář, herec
- Prigioniero della montagna (1955), režie, scénář, herec
- Von der Liebe besiegt – Schicksal am Matterhorn (1956), režie, scénář, herec
- Gold aus Gletschern (1956), producent, režie
- Wetterleuchten um Maria (1957), režie
- Sein bester Freund (1962), režie, scénář, herec